# San Antonio de Esmoruco
San Antonio de Esmoruco è un comune (municipio in spagnolo) della Bolivia nella provincia di Sud Lípez (dipartimento di Potosí) con 2 405 abitanti (stima 2010).

## Cantoni
Il comune è suddiviso in 2 cantoni.
- Guadalupe
- San Antonio de Esmoruco